# Moskwa-Passażyrskaja-Smolenskaja
Moskwa-Passażyrskaja-Smolenskaja (ros. Москва-Пассажирская-Смоленская) – jedna z większych stacji kolejowych w Moskwie, nazywana również Dworcem Białoruskim (ros. Белорусский вокзал). Ma ona charakter końcowy dla pociągów międzynarodowych przybywających do Moskwy z kierunku zachodniego. W przypadku pociągów podmiejskich (elektriczek) jest to także stacja przelotowa przy linii prowadzącej do Dworca Kurskiego.

## Lokalizacja
Dworzec znajduje się przy placu Twerskaja Zastawa. W pobliżu znajduje się stacja metra Biełorusskaja obsługująca linie Kolcewą i Zamoskworiecką.

## Połączenia bezpośrednie
- Na Dworzec Białoruski przybywają pociągi dalekobieżne m.in. z Berlina, Brześcia, Grodna, Homla, Mińska, Królewca, Katowic, Pragi, Paryża, Warszawy (w tym „historyczny” pociąg Polonez) i Wilna.
- Pociągi podmiejskie jadące na zachód i zatrzymujące się na Dworcu Białoruskim docierają aż do Wiaźmy.
- Od końca września 2009 z dworca kursują bezpośrednie pociągi wahadłowe na lotnisko Szeremietiewo.

## Historia Dworca
- Otwarty w 1870 r. jako Dworzec Smoleński.
- W 1871 r. po połączeniu Moskwy z Brześciem nazwany Dworcem Brzeskim.
- W 1912 r. zmieniono nazwę na Dworzec Aleksandrowski (od Aleksandrowskiej Drogi Żelaznej)
- W 1922 r. nazwany Dworcem Białorusko-Bałtyckim.
- W 1936 r. otrzymał swoją obecną nazwę – Dworzec Białoruski.

## Dworzec w filmie
W 1970 powstał znany film „Dworzec Białoruski” w reżyserii Andrieja Smirnowa, opowiadający historię weteranów wojennych, którzy wracali kiedyś z frontu właśnie na Dworzec Białoruski, a spotykają się po latach w Moskwie.

## Grafika

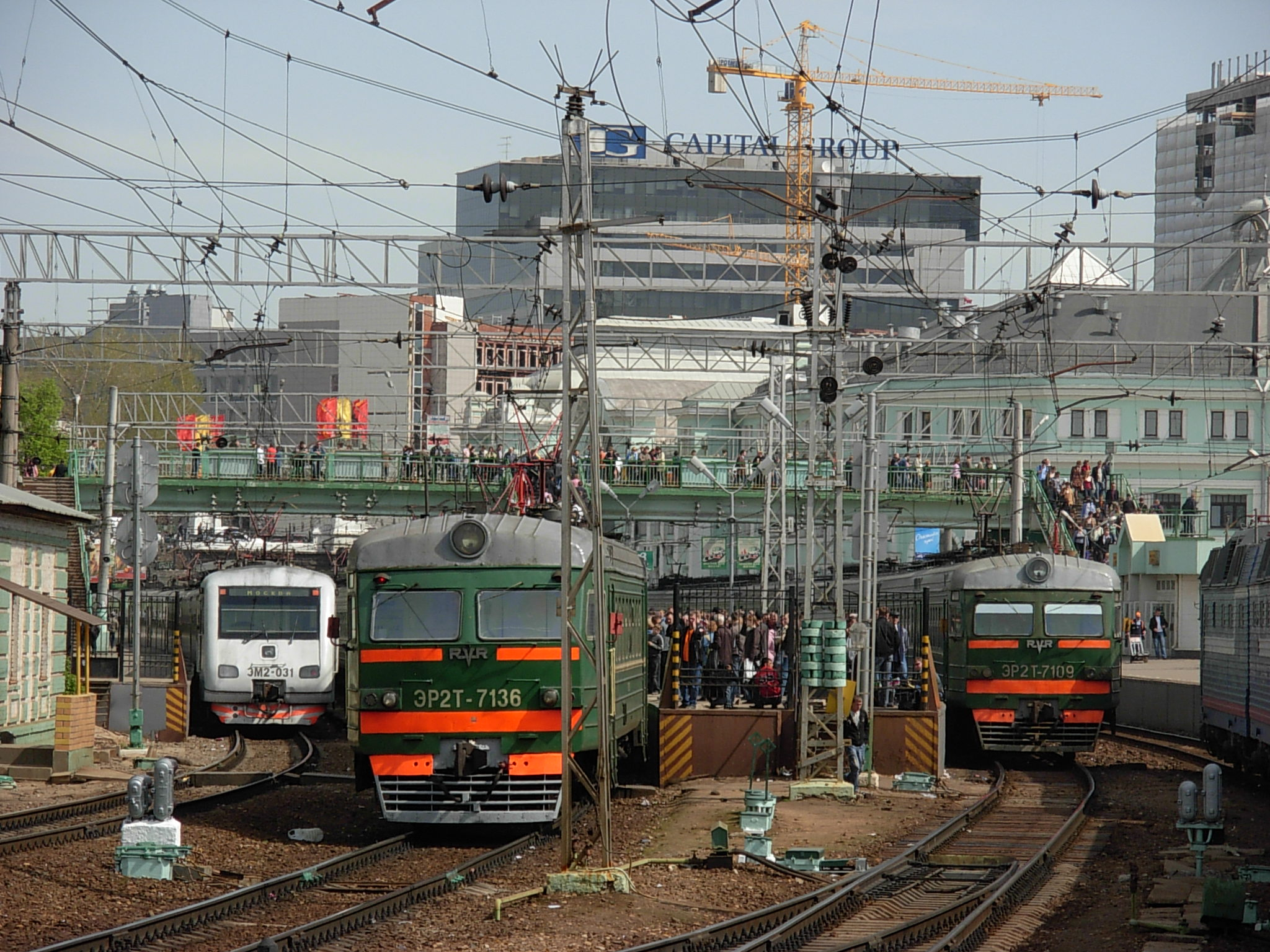
Widok na perony dla pociągów podmiejskich (elektriczek) znajdujące się przy torach przelotowych (2008)
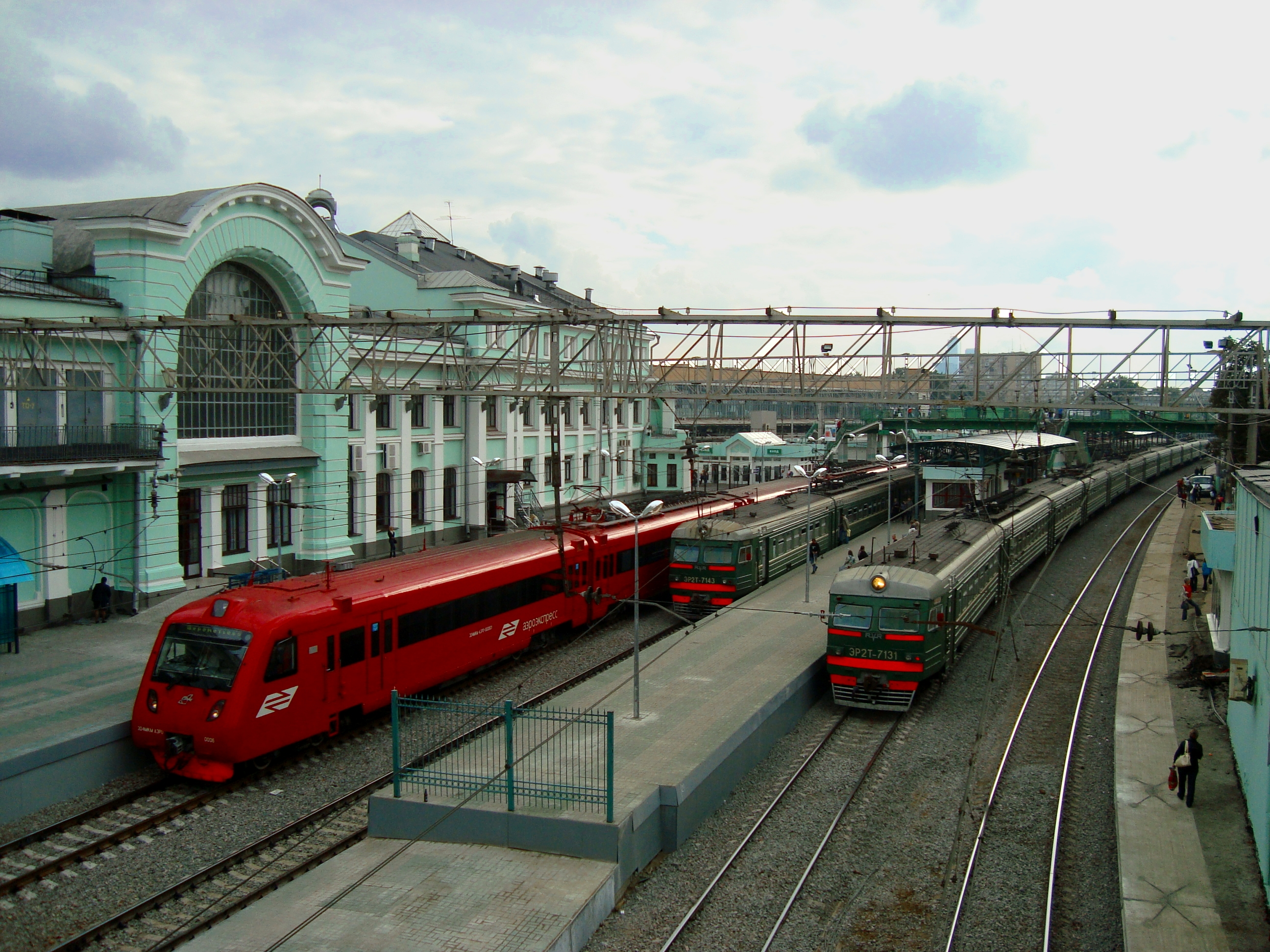
Pociągi podmiejskie na Dworcu Białoruskim, wśród nich „Aero-Express” na lotnisko Szeremietiewo (w kolorze czerwonym)
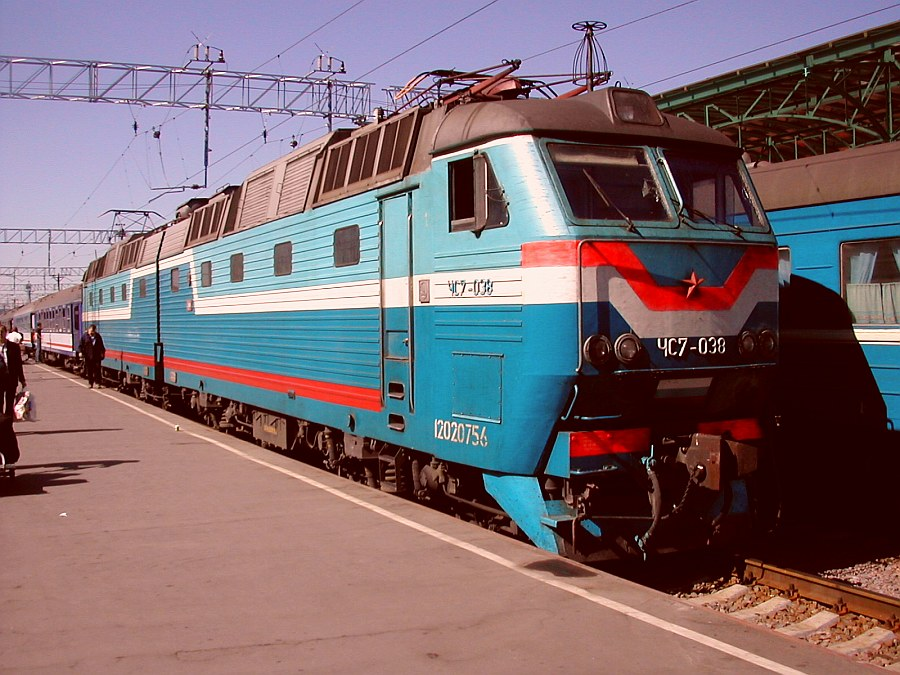
Pociąg „Polonez” po przybyciu z Warszawy na Dworzec Białoruski w Moskwie 2005
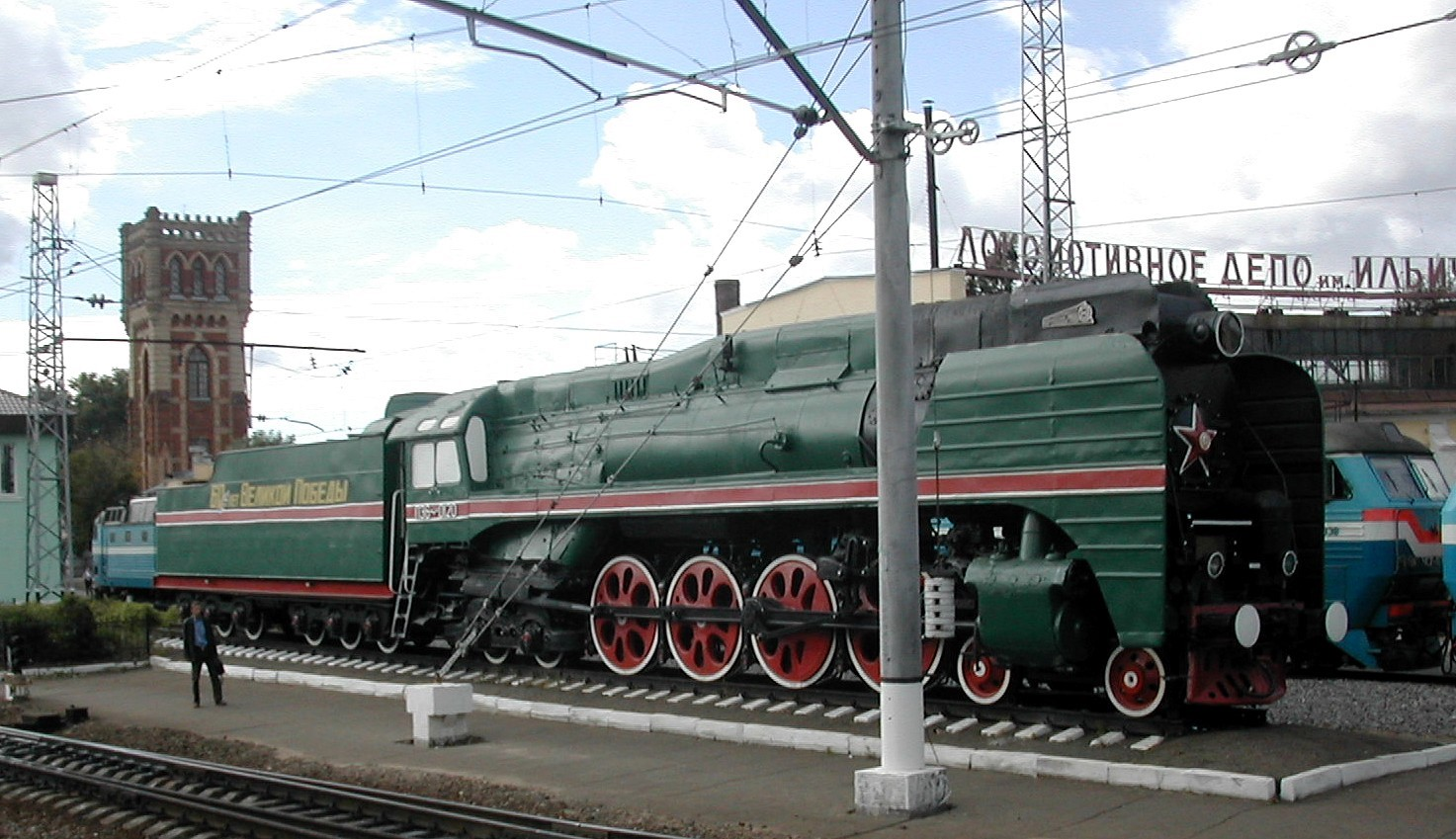
Lokomotywa serii P36 przed znajdującą się koło dworca lokomotywownią „Depo im.Ilicza” (Lenina)